# گرنینگن (آلمان)
شهر گریننگندر ایالت زاکسن-آنهالت در کشور آلمان واقع شده‌است.